# Autostrada A4 (Svizzera)
L'autostrada A4 è un'autostrada della Svizzera che collega Sciaffusa a Flüelen dove si raccorda con l'A2. È lunga 165 km. Mancano ancora alcuni tratti che saranno costruiti in futuro.

## Germania - Brunnen

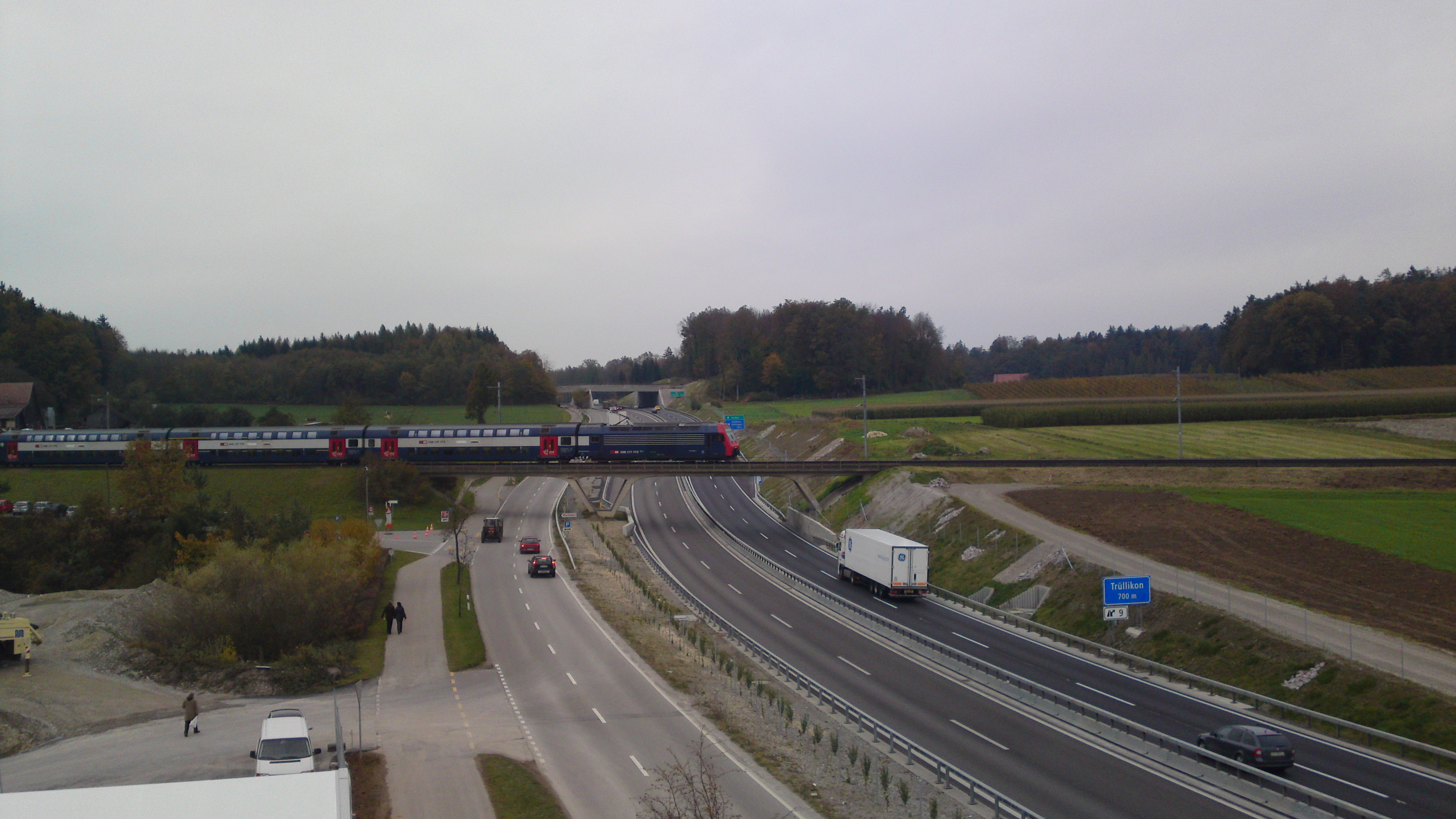

Dal confine con la Germania fino allo svincolo 70 dell'Autostrada A1 la A4 è classificata come semiautostrada essendo per gran parte a carreggiata unica. Dallo svincolo 70 (Winterthur) il traffico della A4 può proseguire sull'autostrada A1 fino allo svincolo 59 (Limmattaler Kreuz), e poi sull'autostrada A3 fino allo svincolo 31 (Zurigo Ovest) dove si innesta la A4 in direzione sud.
| Autostrada A4 | |             |      |           |                |
| Tipo          | Indicazione | ↓km↓        | ↑km↑ | Cantone   | Europea        |
|               | Confine di Stato Svizzera-Germania                                                                               | 0,0         | ..   | Sciaffusa | E41            |
|               | Dogana di Bargen                                                                                                 | ..          | ..   | Sciaffusa | E41            |
| 1             | Bargen | 3,5         | ..   | Sciaffusa | E41            |
| 2             | Sciaffusa-Schweizersbild                                                                                         | 11,8        | 12,7 | Sciaffusa | E41            |
| 3             | Mutzentäli diramazione per Sciaffusa Herblingen - Thayngen Sud                                                   | 13,7        | ..   | Sciaffusa | E41            |
| 4             | Sciaffusa Nord                                                                                                   | 15,8        | ..   | Sciaffusa | E41            |
| 5             | Sciaffusa Sud | 17,6        | ..   | Zurigo    | E41            |
| 6             | Flurlingen (solo dir. nord)                                                                                      | 19,0        | ..   | Zurigo    | E41            |
| 7             | Uhwiesen | 20,3        | ..   | Zurigo    | E41            |
| 8             | Benken | 24,1        | ..   | Zurigo    | E41            |
| 9             | Trüllikon | 28,1        | ..   | Zurigo    | E41            |
| 10            | Kleinandelfingen                                                                                                 | 29,8        | ..   | Zurigo    | E41            |
| 11            | Adlikon Area di servizio Weinland                                                                                | 32,1        | ..   | Zurigo    | E41            |
|               | Area di sosta Crüzstrass (solo dir. nord)                                                                        | ..          | ..   | Zurigo    | E41            |
| 12            | Henggart (solo dir. nord)                                                                                        | 34,1        | ..   | Zurigo    | E41            |
| 70            | Svincolo Winterthur Nord                                                                                         | 39,2        | ..   | Zurigo    | Corso comune / |
|               | Autostrada A1 Ginevra-Zurigo-San Gallo                                                                           | ..          | ..   | Zurigo    | Corso comune / |
| 59            | Svincolo Limmattaler-Kreuz Autostrada A1 per Berna e Ginevra Autostrada A1H per Zurigo Autostrada A3 per Basilea | ..          | ..   | Zurigo    | Corso comune / |
|               | Autostrada A3 Basilea-Sargans                                                                                    | ..          | ..   | Zurigo    | Corso comune / |
| 31            | Svincolo Zurigo Ovest                                                                                            | ..          | ..   | Zurigo    | Corso comune / |
| 31a           | Wettswil | 41,3        | ..   | Zurigo    | E41            |
|               | Islisbergtunnel (5000 m)                                                                                         | ..          | ..   | Zurigo    | E41            |
| 31b           | Affoltern am Albis Area di servizio Konaureamt                                                                   | 49,6        | ..   | Zurigo    | E41            |
|               | Area di sosta Eitenberg (solo dir. sud)                                                                          | 55,0        | ..   | Zurigo    | E41            |
| --            | cambio conteggio chilometrico                                                                                    | 56,6 / 92,6 | ..   |           | E41            |
| 32            | Svincolo Blegi A14 per Zugo                                                                                      | 94,0        | ..   | Zugo      | Corso comune / |
| 33            | Cham | 95,6        | ..   | Zugo      | Corso comune / |
| 34            | Svincolo Rütihof A14 per Lucerna                                                                                 | 100,0       | ..   | Zugo      | Corso comune / |
| 35            | Rotkreuz | 100,5       | ..   | Zugo      | E41            |
| 36            | Küssnacht | 106,3       | ..   | Svitto    | E41            |
| 37            | Arth (solo dir. sud)                                                                                             | 111.8       | ..   | Svitto    | E41            |
| 38            | Goldau | 116,7       | ..   | Svitto    | E41            |
| 39            | Schwyz | 123,6       | ..   | Svitto    | E41            |
| 40            | Brunnen | 126,8       | ..   | Svitto    | E41            |
| 41            | Brunnen Sud (solo dir. nord)                                                                                     | 128,8       | ..   | Svitto    | E41            |
|               | fine autostrada in esercizio Strada principale 2 per Flüelen                                                     | ..          |      | Svitto    | E41            |

## Brunnen - Flüelen
Oltrepassato la cittadina di Brunnen l'autostrada A4 si inserisce sulla Strada principale 2 in direzione sud costeggiando il lago di Lucerna per circa 9 km. Poco prima dell'ingresso di Flüelen la A4 si ripresenta come semiautostrada che passa tangente l'abitato con una galleria di 2470m per poi terminare inserendosi sullo svincolo di Altdorf dell'autostrada A2.
| Autostrada A4 |                                                  |       |      |         |         |
| Tipo          | Indicazione                                      | ↓km↓  | ↑km↑ | Cantone | Europea |
|               | Strada principale 2 da Brunnen                   | ..    | ..   | Uri     | E41     |
| 42            | Flüelen Nord (solo dir. sud)                     | 138,0 | ..   | Uri     | E41     |
|               | ...                                              | ..    | ..   | Uri     | E41     |
|               | Flüelen (2470 m)                                 | ..    | ..   | Uri     | E41     |
|               | ...                                              | ..    | ..   | Uri     | E41     |
| 43            | Flüelen Sud Strada principale 2 Flüelen-Altdorf  | 141,0 | ..   | Uri     | E41     |
| 44            | Flüelen See                                      | ..    | ..   | Uri     | E41     |
|               | Svincolo Altdorf Autostrada A2 Basilea - Chiasso | 142,4 | ..   | Uri     | E41     |